# Coryphaeschna ingens
Coryphaeschna ingens är en trollsländeart som först beskrevs av Jules Pièrre Rambur 1842.  Coryphaeschna ingens ingår i släktet Coryphaeschna och familjen mosaiktrollsländor. IUCN kategoriserar arten globalt som livskraftig. Inga underarter finns listade i Catalogue of Life.

## Bildgalleri

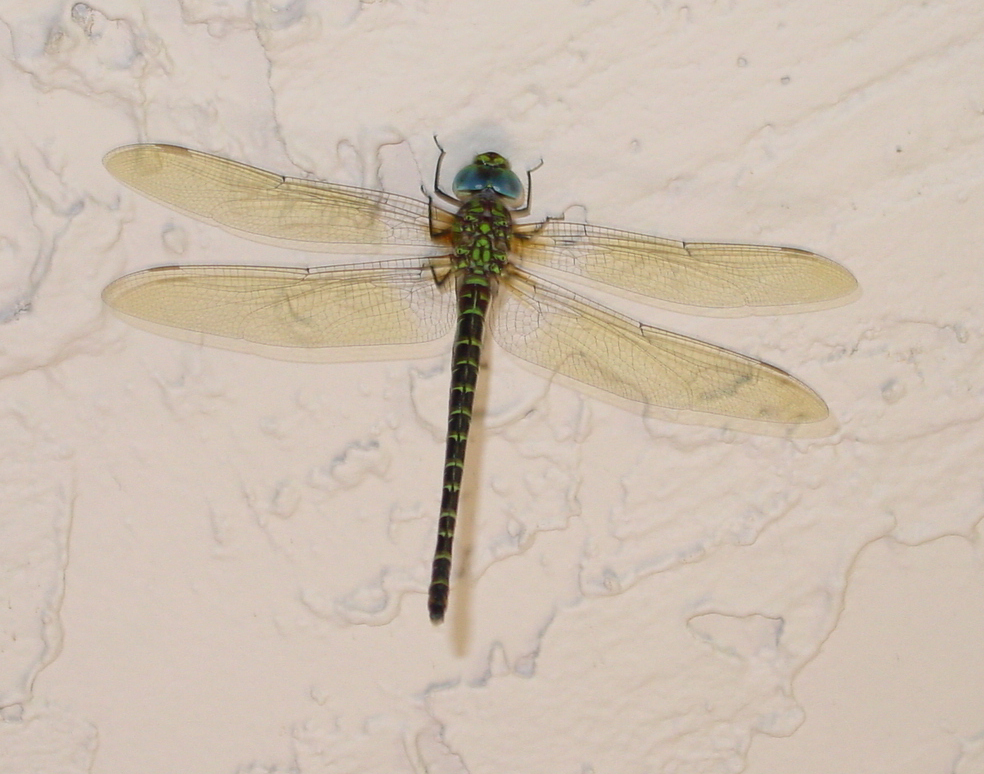